# We did it, Joe!
We did it, Joe! (en español «¡Lo logramos, Joe!») es un video viral en el que Kamala Harris llama a Joe Biden para felicitarlo por ganar las elecciones presidenciales de Estados Unidos de 2020. La cita  se convirtió en un meme, y el tuit de Harris que publicó el video se convirtió en una de las publicaciones con más me gusta en Twitter (ahora X).

## Antecedentes
Las elecciones presidenciales de 2020 se vieron gravemente perturbadas por la pandemia de COVID-19, que comenzó a afectar notablemente la vida en los Estados Unidos en marzo de 2020.  La campaña presidencial de Joe Biden de 2020 limitó sus eventos en persona y el candidato apareció con frecuencia a través de videos en vivo y pregrabados desde el sótano de su casa en Delaware.
La pandemia también provocó un aumento sin precedentes en el voto por correo, que no requería que los votantes se presentaran personalmente en los colegios electorales. Como resultado, si bien las organizaciones de medios han podido predecir en gran medida los resultados de las carreras presidenciales de los Estados Unidos en la noche de las elecciones en las últimas décadas, varios estados pendulares permanecieron demasiado reñidos para predecir el resultado el 3 de noviembre de 2020. En particular, una ley de Pensilvania que impedía el proceso de recuento de votos por correo hasta el cierre de las urnas provocó un marcado retraso en las tabulaciones del estado. A medida que avanzaba el conteo, el entonces presidente Donald Trump afirmó falsamente que había prevalecido en Pensilvania. En la mañana del 7 de noviembre, Associated Press y otros importantes medios de comunicación determinaron que la ventaja de Biden en Pensilvania era suficiente para declararlo ganador del estado y, por tanto, que había acumulado suficientes votos en el Colegio Electoral para convertirse en presidente electo.

## Video

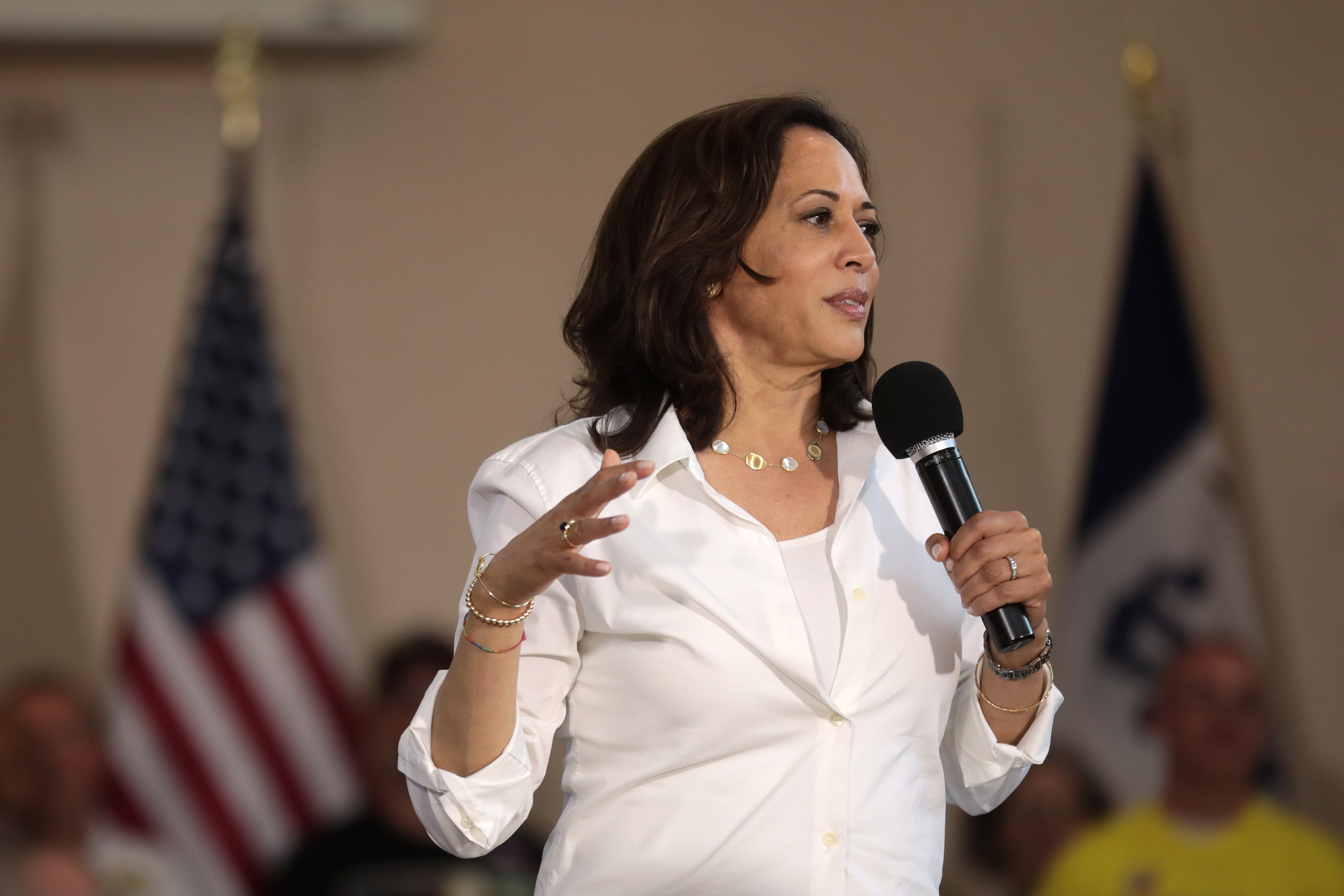
Kamala Harris, fotografiada en 2019, habló con Joe Biden por teléfono después de que se proyectara que ambos ganarían las elecciones presidenciales de 2020.

A las 12:23 p. m., horario estándar del este, el 7 de noviembre, después de que las organizaciones de noticias comenzaran a declarar los resultados de las elecciones, Harris tuiteó un video de 16 segundos en el que aparece en un campo cubierto de hierba vestida con indumentaria deportiva y gafas de sol, sosteniendo un teléfono celular en su mano derecha y auriculares con cable en su izquierda. Harris le dice a la persona que habla por teléfono, en apariencia Biden,

"We did it. We did it, Joe! You're going to be the next president of the United States." (laughs) 
«Lo logramos. ¡Lo logramos, Joe! Vas a ser el próximo presidente de los Estados Unidos». (risas)

Una Chevrolet Suburban negra cruza el cuadro en los primeros segundos del video, y se ve a una persona con un traje negro en la parte superior derecha del cuadro.
El esposo de Harris, Douglas Emhoff, dijo que filmó el video después de que los dos recibieron la noticia del resultado de las elecciones mientras estaban haciendo jogging. Veinte minutos antes de que Harris publicara el video, Emhoff tuiteó una foto de la pareja abrazándose en un área cubierta de césped. Según se informa, el video tuvo lugar cerca de la sede de la campaña de Biden en Wilmington, Delaware.

## Recepción
En la tarde del 7 de noviembre, el vídeo había recibido más de 800 000 me gusta en X, entonces Twitter. Más tarde acumularía 2,9 millones de me gusta, lo que la convertiría en la decimosexta publicación con más me gusta en X en julio de 2024.
En los días posteriores a la publicación del video, los creadores de TikTok lo falsificaron usando el audio original o sus propias interpretaciones, exagerando el tono melodioso de Harris y la falta de enunciación en su tercera oración. Para el Día de Acción de Gracias de ese mismo mes, los usuarios publicaron videos en los que recitaban We did it, Joe! video en lugar de dar las gracias en las reuniones familiares.
La frase We did it, Joe! fue adoptada por el personal de la Casa Blanca, incluidos Harris y Emhoff, como una forma de celebración. En junio de 2023, la actriz Keke Palmer hizo una imitación de la frase en el escenario con Harris en un evento en Nueva Orleans.
En febrero de 2022, Kanye West lanzó la canción «Louis Bags», que muestra el vídeo We did it, Joe! en su introducción.